# 굿뜨래
굿뜨래는 2005년부터 쓰이는 충남 부여군 공동브랜드다.

## 개요
백마강 나룻터 구드래 지명과 비슷한 발음인 굿뜨래는 Good과 자연을 상징하는 Tree(나무)의 합성어로 좋은(Good) 뜰에서 생산된 최고의 제품을 표현하고 있다.
다음 농산물에 쓰인다.
- 8味: 수박, 멜론, 토마토, 딸기, 밤, 오이, 표고버섯, 양송이버섯
- 10味 : 2017년 8味에  애호박과 취나물이 추가됐다.